# فوتوليفوس (دراما)
فوتوليفوس (Φωτολίβος) هي مدينة في دراما في مقاطعة فوريا إلادا في اليونان.